# Rue Nationale (Marseille)
Pour les articles homonymes, voir Rue et Place Nationale.
La rue Nationale est une voie située dans le 1er arrondissement de Marseille. 

## Situation et accès
Elle va de la place des Capucines au cours Belsunce.

## Historique
Elle s’est successivement appelée « rue Dauphine », « rue de Thionvillois » et « rue Fontaine-des-Cavaliers ».

## Bâtiments remarquables et lieux de mémoire
- A un numéro inconnu vécut Dominique Sarmet, maire de Marseille pendant la Révolution française[1]

- Au n° 1 : ancien hôtel Pesciolini construit en 1673, avec deux cariatides les plus anciennes de Marseille.
- Au n°11 : Le 11 rue Nationale était réputé au Moyen Âge pour accueillir une voyante très prisée mais qui fut considérée comme une sorcière par la population et traînée en place publique puis brûlée. Une légende urbaine raconte qu'elle aurait été enterrée dans la cave et que son esprit serait encore présent.
- Au n° 51 emplacement de l’hôtel Saint-Jacques de Sylvabelle où meurt le 10 février 1801 Guillaume de Saint-Jacques de Silvabelle, directeur de l’observatoire de Marseille. Ce bâtiment a été détruit lors du bombardement du 27 mai 1944.